# Neunheuser
De Neunheuser was een Luxemburgs-Limburgse adellijke familie.

## Geschiedenis
In 1712 verleende hertog Maximiliaan-Emmanuel erkenning van erfelijke adel ("voor zoveel nodig") aan de broers Théodore Neunheuser, heer van Schoenfels, ontvanger-generaal van de beden in het hertogdom Luxemburg en Jean-Philippe Neunheuser, luitenant-kolonel van een infanterieregiment. Voor de eerste werd hieraan de titel ridder, overdraagbaar bij eerstgeboorte, toegevoegd. In 1716 echter werden de decreten herroepen.
In 1774 verleende keizerin Maria Theresia erfelijke adel aan Jean-François de Neunheuser (1722-1780), ontvanger van de domeinen voor het graafschap Chiny, die getrouwd was met Marie-Elisabeth de Seyl († 1799).
Toen de hernieuwing van de adel plaatsvond vanaf 1815, werden een zoon en twee kleinzonen van Jean-François opnieuw in de adel bevestigd.

## Georges de Neunheuser
Georges Félix Edouard de Neunheuser (Izel, 29 augustus 1790 - Vilvoorde, 3 augustus 1873) was een zoon van François-Laurent de Neunheuser (1756-1796) en Elisabeth Lambin d'Anglemont. Hij was onder het Franse keizerrijk lid van de Erewacht. In het Verenigd Koninkrijk der Nederlanden was hij ambtenaar bij Waters en Bossen en onderluitenant in het Nederlands leger. Na 1830 was hij luitenant-kolonel in het Belgisch leger. Hij werd in 1841 erkend in de erfelijke adel. In 1841 werd hij erkend in de erfelijke adel.
Hij trouwde in 1832 met Marie Mertens (1808-1837) en hertrouwde in 1838 met Joséphine Soudain de Niederwerth (1806-1854), dochter van een Oostenrijkse generaal. Beide huwelijken bleven kinderloos.

## Willebrord de Neunheuser
Willebrord Ange François de Neunheuser (Mellier, 29 december 1792 - Virton, 28 april 1848), broer van de voorgaande, was ontvanger van belastingen in Virton, en werd in 1841 erkend in de erfelijke adel.
Hij trouwde in 1822 met Marie Guiot (1801-1846). Ze kregen acht kinderen, van wie er een priester werd en twee kloosterzuster. Slechts een van de zoons trouwde, en heeft nakomelingen tot heden.

## Guillaume de Neunheuser d'Aigremont
Guillaume Joseph de Neunheuser (Aarlen, 21 maart 1757 - Dampicourt, 19 april 1822) was de laatste heer van Aigremont, Dampicourt en Mathon. Hij was een oom van de twee voorgaanden en werd in 1816, ten tijde van het Verenigd Koninkrijk der Nederlanden, erkend in de erfelijke adel, met benoeming in de Ridderschap van Luxemburg. Hij was officier in een Oostenrijks regiment. In het Verenigd Koninkrijk der Nederlanden was hij voorzitter van de Provinciale Staten van Luxemburg. Hij trouwde met Henriette de Mignon (1761-1833). Ze kregen zeven kinderen met afstammelingen, die echter leidden tot een uitdoven van deze familietak in 1896.